# 993 a.C.

## Eventos
- Amenemope vira faraó do Egipto.[1]